# Монте-Кокуццо (гора)
Монте-Кокуццо (итал. Monte Cocuzzo) — гора высотой 1541 метр, расположенная на юге Италии, в Калабрии. Является самой высокой вершиной хребта Паолана. Название «Кокуццо» происходит от латинского cacutium, т.е «плохой камень», что свидетельствует о якобы вулканическом происхождении. Однако, с точки зрения геологии, гора Монте-Кокуццо состоит из осадочных пластов, в основном из доломита.